# Коррегу-ду-Бон-Жезус
Коррегу-ду-Бон-Жезус (порт. Córrego do Bom Jesus) — муниципалитет в Бразилии, входит в штат Минас-Жерайс. Составная часть мезорегиона Юг и юго-запад штата Минас-Жерайс. Находится в составе крупной городской агломерации . Входит в экономико-статистический микрорегион Позу-Алегри. Население составляет 3763 человека на 2006 год. Занимает площадь 123,263 км². Плотность населения — 30,4 чел./км².
Праздник города — 12 декабря.

## История
Город основан в 1865 году.

## Статистика
- Валовой внутренний продукт на 2003 год составляет 11 437 979,00 реалов (данные: Бразильский институт географии и статистики).
- Валовой внутренний продукт на душу населения на 2003 год составляет 3021,13 реалов (данные: Бразильский институт географии и статистики).
- Индекс развития человеческого потенциала на 2000 год составляет 0,735 (данные: Программа развития ООН).

## География
Климат местности: умеренный.